# قائمة أهداف محمد صلاح الدولية

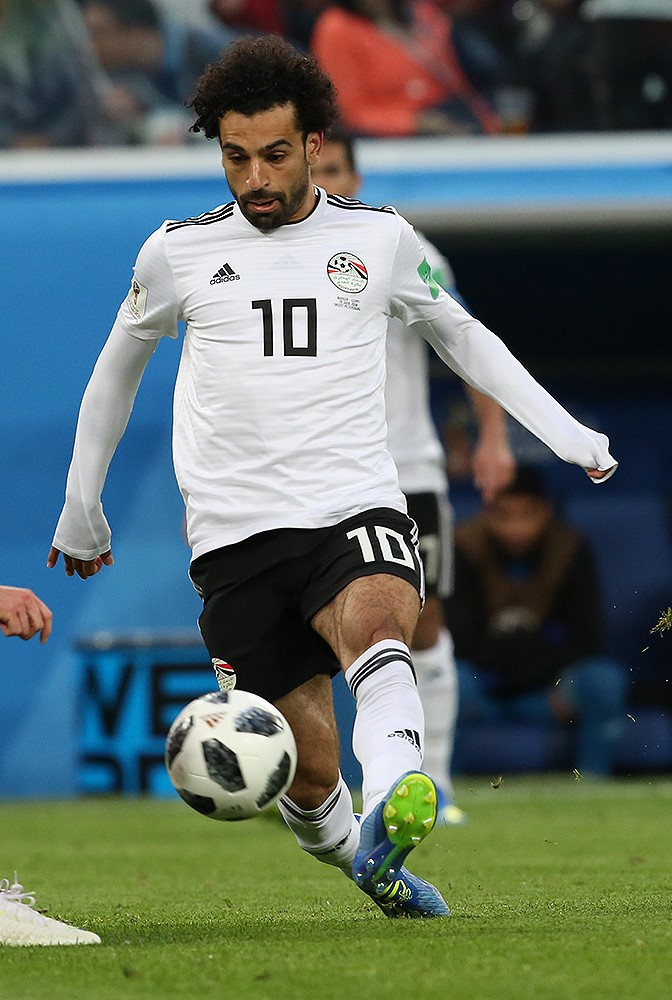
محمد صلاح مع منتخب مصر في مباراته ضد منتخب روسيا في كأس العالم 2018.

قائمة أهداف محمد صلاح الدولية وقد أصبح من نجوم المنتخب المصري الأول، منذ مشاركته في مباراته الدولية الأولى ضد سيراليون في التصفيات المؤهلة لكأس الأمم الإفريقية 2013، ثم أحرز أول أهدافه مع المنتخب المصري في مرمى النيجر، كما أحرز أول هاتريك دولي له في مرمى زيمبابوي، وشارك مع المنتخب في التصفيات المؤهلة لكأس الأمم الإفريقة 2015 ولم ينجح المنتخب في الوصول إليها وشارك أيضاً في التصفيات المؤهلة لكأس العالم 2014 ولم ينجح المنتخب أيضاً في الوصول إليه ولكن صلاح حصل على لقب هداف تلك التصفيات بستة أهداف بالاشتراك مع زميله محمد أبو تريكة واللاعب الغاني أسامواه جيان، كما ساهم صلاح في وصول منتخب بلاده إلى كأس الأمم الإفريقية 2017 بإحرازه لهدف في مرمى نيجيريا في المباراة التي انتهت بالتعادل 1–1 حيث ساهم الهدف بشدة في وصول منتخب مصر إلى البطولة بعد فوزه على نيجيريا في مباراة العودة 1–0 بهدف رمضان صبحي لاعب ستوك سيتي الإنجليزي.
وساهم صلاح بشدة في وصول منتخب بلاده إلى نهائي كأس الأمم الإفريقية 2017 وحصوله على المركز الثاني حيث ساهم في أربعة أهداف من أصل خمسة أحرزهم منتخب مصر في البطولة؛ حيث أحرز هدفين يُعدان من أجمل أهداف البطولة الأول في مرمى غانا في دور المجموعات في مباراة فازت بها مصر 1–0 والثاني في مرمى بوركينا فاسو في نصف النهائي في مباراة انتهت بفوز مصر عن طريق ركلات الترجيح 4–3 بعد التعادل في الوقت الأصلي 1–1، كما قام بصناعة هدفين في البطولة أحدهما أحرزه عبد الله السعيد لاعب النادي الأهلي المصري في مرمى أوغندا في دور المجموعات حيث فازت مصر1–0 والآخر أحرزه محمد النني لاعب نادي أرسنال الإنجليزي في مرمى الكاميرون في المباراة النهائية التي انتهت بفوز الكاميرون 2–1 وتم اختيار صلاح في التشكيلة المثالية لهذه البطولة بواسطة كل من الاتحاد الإفريقي وجريدة فرانس فوتبول.
ويعد أهم إنجازات صلاح مع منتخب بلاده هو قيادته له إلى كأس العالم 2018 في روسيا بعد غياب دام لست نسخ متتالية عن البطولة منذ كأس العالم 1990 حيث أحرز صلاح هدفين في مباراة الكونغو التي فازت بها مصر 2–1 وضمنت بها التأهل لكأس العالم قبل جولة واحدة من نهاية التصفيات الإفريقية المؤهلة للبطولة وتم اختياره بواسطة مجلة فرانس فوتبول ضمن التشكيل المثالي لهذه الجولة من تصفيات كأس العالم 2018 ليكون اللاعب العربي والإفريقي الوحيد الذي يتواجد بها بجانب العديد من نجوم الكرة العالمية مثل ليونيل ميسي وروبرت ليفاندوفسكي، وأحرز صلاح خمسة أهداف في التصفيات كاملةً ليصبح هدافًا لها للمرة الثانية علي التوالي بعد التصفيات المؤهلة لكأس العالم 2014.
وفي كأس العالم 2018 أحرز صلاح أول أهداف بلاده في البطولة أمام روسيا من ضربة جزاء في مباراة خسر فيها صلاح ورفاقه بنتيجة 3–1، ليكون صلاح ثالث لاعب مصري عبر التاريخ يسجل هدفًا في كأس العالم بعد عبد الرحمن فوزي الذي سجل هدفين في مرمى المجر في كأس العالم 1934، ومجدي عبد الغني صاحب هدف مصر في مرمى هولندا في كأس العالم 1990. كما نجح صلاح في إحراز ثاني أهداف منتخب بلاده في البطولة في مرمى السعودية في مباراة انتهت بهزيمة مصر بنتيجة 2–1 وفاز صلاح بجائزة أفضل لاعب في هذه المباراة.
وإجمالًا خاض صلاح مع منتخب بلاده 84 مباراة دولية حتى الآن، أحرز خلالها 50 هدفًا، محتلًّا المركز الثالث في قائمة الهدافين التاريخيين لمنتخب مصر بعد حسام حسن وحسن الشاذلي.

## قائمة الأهداف الدولية
قائمة الأهداف والنتائج مع منتخب مصر الأول.
| #  | التاريخ        | الملعب                               | الخصم                       | الهدف | النتيجة       | المنافسة                        | م.            |
| -- | -------------- | ------------------------------------ | --------------------------- | ----- | ------------- | ------------------------------- | ------------- |
| 1  | 8 أكتوبر 2011  | ستاد القاهرة الدولي، القاهرة         | النيجر                      | 2–0   | 3–0           | تصفيات كأس الأمم الأفريقية 2012 | [ 8 ]         |
| 2  | 27 فبراير 2012 | ملعب ثاني بن جاسم، الدوحة            | كينيا                       | 1–0   | 5–0           | مباراة ودية                     | [ 9 ]         |
| 3  | 29 مارس 2012   | ملعب الخرطوم، الخرطوم                | أوغندا                      | 1–1   | 2–1           | مباراة ودية                     | [ 10 ]        |
| 4  | 31 مارس 2012   | ملعب الخرطوم، الخرطوم                | تشاد                        | 1–0   | 4–0           | مباراة ودية                     | [ 11 ]        |
| 5  | 22 مايو 2012   | ستاد المريخ، أم درمان                | توغو                        | 2–0   | 3–0           | مباراة ودية                     | [ 12 ]        |
| 6  | 22 مايو 2012   | ستاد المريخ، أم درمان                | توغو                        | 3–0   | 3–0           | مباراة ودية                     | [ 12 ]        |
| 7  | 10 يونيو 2012  | ملعب 28 سبتمبر، كوناكري              | غينيا                       | 3–2   | 3–2           | تصفيات أفريقيا لكأس العالم 2014 | [ 13 ]        |
| 8  | 15 يونيو 2012  | ملعب برج العرب، الأسكندرية           | جمهورية إفريقيا الوسطى      | 2–1   | 2–3           | تصفيات كأس الأمم الأفريقية 2013 | [ 14 ]        |
| 9  | 6 فبراير 2013  | ملعب فيسنتي كالديرون، مدريد          | تشيلي                       | 1–2   | 1–2           | مباراة ودية                     | [ 15 ]        |
| 10 | 22 مارس 2013   | ملعب برج العرب، الإسكندرية           | إسواتيني                    | 2–0   | 10–0          | مباراة ودية                     | [ 16 ]        |
| 11 | 22 مارس 2013   | ملعب برج العرب، الإسكندرية           | إسواتيني                    | 3–0   | 10–0          | مباراة ودية                     | [ 16 ]        |
| 12 | 9 يونيو 2013   | الملعب الوطني للرياضات، هراري        | زيمبابوي                    | 2–1   | 4–2           | تصفيات أفريقيا لكأس العالم 2014 | [ 17 ]        |
| 13 | 9 يونيو 2013   | الملعب الوطني للرياضات، هراري        | زيمبابوي                    | 3–1   | 4–2           | تصفيات أفريقيا لكأس العالم 2014 | [ 17 ]        |
| 14 | 9 يونيو 2013   | الملعب الوطني للرياضات، هراري        | زيمبابوي                    | 4-2   | 4–2           | تصفيات أفريقيا لكأس العالم 2014 | [ 17 ]        |
| 15 | 16 يونيو 2013  | ملعب ماتشافا، مابوتو                 | موزمبيق                     | 1–0   | 1–0           | تصفيات أفريقيا لكأس العالم 2014 | [ 18 ]        |
| 16 | 14 أغسطس 2013  | ملعب الجونة، الجونة                  | أوغندا                      | 2–0   | 3–0           | مباراة ودية                     | [ 19 ]        |
| 17 | 10 سبتمبر 2013 | ملعب الجونة، الجونة                  | غينيا                       | 3–2   | 4–2           | تصفيات أفريقيا لكأس العالم 2014 | [ 20 ]        |
| 18 | 5 مارس 2014    | ملعب تيفولي الجديد، إنسبروك، النمسا  | البوسنة والهرسك             | 2–0   | 2–0           | مباراة ودية                     | [ 21 ]        |
| 19 | 30 مايو 2014   | ملعب تشيلي الوطني، سانتياغو، تشيلي   | تشيلي                       | 1–0   | 2–3           | مباراة ودية                     | [ 22 ]        |
| 20 | 10 أكتوبر 2014 | الملعب الوطني، غابورون، بوتسوانا     | بوتسوانا                    | 2–0   | 2–0           | تصفيات كأس الأمم الأفريقية 2015 | [ 23 ]        |
| 21 | 15 أكتوبر 2014 | ملعب القاهرة الدولي، القاهرة، مصر    | بوتسوانا                    | 2–0   | 2–0           | تصفيات كأس الأمم الأفريقية 2015 | [ 24 ]        |
| 22 | 19 نوفمبر 2014 | ملعب مصطفى بن جنات، المنستير، تونس   | تونس                        | 1–0   | 1–2           | تصفيات كأس الأمم الأفريقية 2015 | [ 25 ]        |
| 23 | 14 مايو 2015   | ملعب برج العرب، الأسكندرية، مصر      | تنزانيا                     | 3–0   | 3–0           | تصفيات كأس الأمم الأفريقية 2017 | [ 26 ]        |
| 24 | 6 سبتمبر 2015  | الملعب الوطني، أنجمينا، تشاد         | تشاد                        | 3–1   | 5–1           | تصفيات كأس الأمم الأفريقية 2017 | [ 27 ]        |
| 25 | 25 مارس 2016   | ملعب أحمدو بيلو، كادونا، نيجيريا     | نيجيريا                     | 1–1   | 1–1           | تصفيات كأس الأمم الأفريقية 2017 | [ 28 ]        |
| 26 | 4 يونيو 2016   | الملعب الوطني، دار السلام، تنزانيا   | تنزانيا                     | 1–0   | 0–2           | تصفيات كأس الأمم الأفريقية 2017 | [ 29 ]        |
| 27 | 4 يونيو 2016   | الملعب الوطني، دار السلام، تنزانيا   | تنزانيا                     | 2–0   |               | تصفيات كأس الأمم الأفريقية 2017 | [ 29 ]        |
| 28 | 9 أكتوبر 2016  | الملعب البلدي، برازافيل، الكونغو     | الكونغو                     | 2–1   | 1–2           | تصفيات كأس العالم 2018          | [ 30 ]        |
| 29 | 13 نوفمبر 2016 | ملعب برج العرب،الإسكندرية، مصر       | غانا                        | 1–0   | 2–0           | تصفيات كأس العالم 2018          | [ 31 ]        |
| 30 | 25 يناير 2017  | ملعب بورت جنتيل، بورت جنتيل، الغابون | غانا                        | 1–0   | 1–0           | كأس الأمم الأفريقية 2017        | [ 32 ]        |
| 31 | 1 فبراير 2017  | ملعب دانغونج، ليبرفيل، الغابون       | بوركينا فاسو                | 1–0   | 1–1 (4–3 ض.ت) | كأس الأمم الأفريقية 2017        | [ 33 ]        |
| 32 | 5 سبتمبر 2017  | ملعب برج العرب، الإسكندرية، مصر      | أوغندا                      | 1–0   | 1–0           | تصفيات كأس العالم 2018          | [ 34 ]        |
| 33 | 8 أكتوبر 2017  | ملعب برج العرب، الإسكندرية، مصر      | الكونغو                     | 1–0   | 2–1           | تصفيات كأس العالم 2018          | [ 35 ]        |
| 34 | 8 أكتوبر 2017  | ملعب برج العرب، الإسكندرية، مصر      | الكونغو                     | 2–1   | 2–1           | تصفيات كأس العالم 2018          | [ 35 ]        |
| 35 | 23 مارس 2018   | ملعب ليتزيغروند، زيورخ، سويسرا       | البرتغال                    | 1–0   | 1–2           | مباراة ودية                     | [ 36 ]        |
| 36 | 19 يونيو 2018  | ملعب كريستوفسكي، سانت بطرسبرغ، روسيا | روسيا                       | 1–3   | 3–1           | كأس العالم 2018                 | [ 37 ]        |
| 37 | 25 يونيو 2018  | فولغوغراد أرينا، فولغوغراد، روسيا    | السعودية                    | 1–0   | 1–2           | كأس العالم 2018                 | [ 38 ]        |
| 38 | 8 سبتمبر 2018  | ستاد برج العرب، الإسكندرية، مصر      | النيجر                      | 3–0   | 6–0           | تصفيات كأس الأمم الإفريقية 2019 | [ 39 ]        |
| 39 | 8 سبتمبر 2018  | ستاد برج العرب، الإسكندرية، مصر      | النيجر                      | 5–0   | 6–0           | تصفيات كأس الأمم الإفريقية 2019 | [ 39 ]        |
| 40 | 12 أكتوبر 2018 | ستاد السلام، القاهرة، مصر            | إسواتيني                    | 1–0   | 4–1           | تصفيات كأس الأمم الإفريقية 2019 | [ 40 ]        |
| 41 | 16 نوفمبر 2018 | ملعب برج العرب، الإسكندرية، مصر      | تونس                        | 3–0   | 3–2           | تصفيات كأس الأمم الإفريقية 2019 | [ 41 ]        |
| 42 | 26 يونيو 2019  | ستاد القاهرة الدولي، القاهرة، مصر    | جمهورية الكونغو الديمقراطية | 2–0   | 2–0           | كأس الأمم الإفريقية 2019        | [ 42 ]        |
| 43 | 30 يونيو 2019  | ستاد القاهرة الدولي، القاهرة، مصر    | أوغندا                      | 1–0   | 2–0           | كأس الأمم الإفريقية 2019        | [ 43 ]        |
| 44 | 29 مارس 2021   | ستاد القاهرة الدولي، القاهرة، مصر    | جزر القمر                   | 3–0   | 4–0           | تصفيات كأس الأمم الأفريقية 2021 | [ 44 ]        |
| 45 | 29 مارس 2021   | ستاد القاهرة الدولي، القاهرة، مصر    | جزر القمر                   | 4–0   | 4–0           | تصفيات كأس الأمم الأفريقية 2021 | [ 44 ]        |
| 46 | 15 يناير 2022  | ملعب رومدي أدجيا، غاروا، الكاميرون   | غينيا بيساو                 | 1–0   | 1–0           | كأس الأمم الأفريقية 2021        | [ 45 ]        |
| 47 | 30 يناير 2022  | ملعب أحمدو أهيدجو، ياوندي، الكاميرون | المغرب                      | 1–1   | 2–1 (ب.و.إ.)  | كأس الأمم الأفريقية 2021        | [ 46 ] [ 47 ] |
| 48 | 23 سبتمبر 2022 | ستاد الإسكندرية، الإسكندرية، مصر     | النيجر                      | 1–0   | 3–0           | ودية                            | [ 48 ]        |
| 49 | 23 سبتمبر 2022 | ستاد الإسكندرية، الإسكندرية، مصر     | النيجر                      | 3–0   | 3–0           | ودية                            | [ 48 ]        |
| 50 | 24 مارس 2023   | ملعب 30 يونيو، القاهرة، مصر          | مالاوي                      | 1–0   | 2–0           | تصفيات كأس الأمم الأفريقية 2023 | [ 49 ]        |
| 51 | 28 مارس 2023   | ملعب بينجو الوطني، ليلونجوي مالاوي   | مالاوي                      | 3–0   | 4–0           | تصفيات كأس الأمم الأفريقية 2023 | [ 50 ]        |

### أهدافه في كأس العالم
سجل محمد صلاح هدفين في تاريخ مشاركاته في كأس العالم وهذه القائمة توضح أهدافه حسب المنافسة التاريخ والمكان والخصم والهدف والنتيجة: 
| # | التاريخ       | الملعب                               | الخصم    | الهدف | النتيجة | المنافسة        | م.     |
| - | ------------- | ------------------------------------ | -------- | ----- | ------- | --------------- | ------ |
| 1 | 19 يونيو 2018 | ملعب كريستوفسكي، سانت بطرسبرغ، روسيا | روسيا    | 1–3   | 3–1     | كأس العالم 2018 | [ 37 ] |
| 2 | 25 يونيو 2018 | فولغوغراد أرينا، فولغوغراد، روسيا    | السعودية | 1–0   | 1–2     | كأس العالم 2018 | [ 38 ] |

## الإحصائيات الدولية
آخر تحديث 18 أكتوبر 2023.
| المنتخب الوطني | العام   | المباريات | الأهداف |
| -------------- | ------- | --------- | ------- |
| مصر            | 2011    | 2         | 1       |
| مصر            | 2012    | 15        | 7       |
| مصر            | 2013    | 9         | 9       |
| مصر            | 2014    | 9         | 5       |
| مصر            | 2015    | 4         | 2       |
| مصر            | 2016    | 6         | 5       |
| مصر            | 2017    | 11        | 5       |
| مصر            | 2018    | 7         | 8       |
| مصر            | 2019    | 5         | 2       |
| مصر            | 2021    | 5         | 2       |
| مصر            | 2022    | 12        | 4       |
| مصر            | 2023    | 6         | 2       |
| المجموع        | المجموع | 93        | 51      |

المصدر: